# Grise Fiord
Grise Fiord (na língua inuktitut: Aujuittuq, "lugar que nunca degela"; silabário inuktitut: ᐊᐅᔪᐃᑦᑐᖅ) é uma pequena vila na Região de Qikiqtaaluk no território de Nunavut, extremo norte do Canadá. É a localidade civil mais setentrional do país, e apesar de sua pequena população (129 residentes a partir do Censo canadense de 2016), é a maior comunidade na Ilha Ellesmere. É também um dos lugares habitados mais frios do mundo, com uma temperatura média anual de -16,5°C.

## Geografia

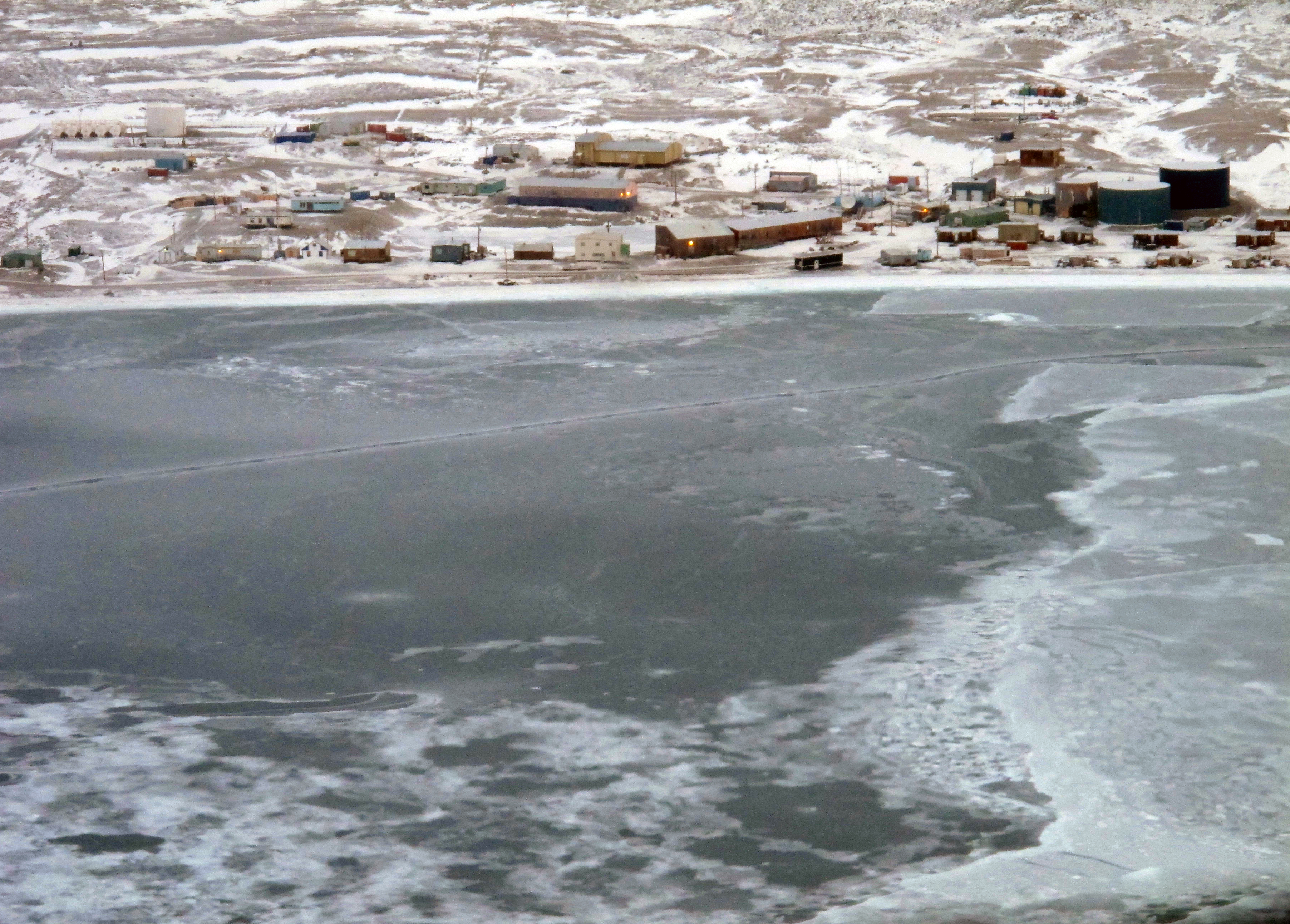
Vista de Grise Fiord.

Localizada na Ilha de Ellesmere, Grise Fiord é um dos três assentamentos permanentes da ilha. A localidade fica a 1160 quilômetros ao norte do Círculo Polar Ártico. Grise Fiord é o assentamento civil mais setentrional do Canadá e da América do Norte, no entanto, o Environment Canada possui e uma estação meteorológica permanente em Eureka, e em Alert, onde há uma base permanente das forças canadenses (CFS Alert) e uma estação meteorológica que fica mais ao norte da ilha.
Grise Fiord está nas proximidades da Cordilheira do Ártico.

## Etimologia
O nome Grise Fiord significa "entrada do porco" e foi nomeado pelo norueguês Otto Sverdrup durante uma expedição por volta de 1900. Ele achou que as morsas na área soavam como porcos. O nome na língua Inuktitut de Grise Fiord é Aujuittuq, que significa "lugar que nunca derrete".

## Clima
O clima de Grise Fiord é extremamente rigoroso, apresenta temperaturas negativas durante 8 meses do ano. O clima é classificado como polar, tendo precipitações abaixo de 250 mm e temperatura média anual de -16,5°C.

## História
A vila foi estabelecida em 25 de julho de 1953 como parte do esquema de reassentamento do governo canadense que visava exercer soberania sobre a região ártica canadense durante a Guerra Fria. Portanto, seus primeiros colonos eram famílias inuítes da Ilha de Baffin e da área de Pond Inlet. A população inicial era de 11 famílias e totalizava aproximadamente 130 pessoas.
O objetivo do governo canadense era provar que o Canadá tinha presença permanente no Ártico. No entanto, as condições de vida na região são extremamente difíceis, com oscilações bruscas de temperatura entre verões amenos e invernos muito longos e frios. Nos primeiros anos, os moradores sofreram fome e frio extremos, e quase abandonaram a vila.
Atualmente, as principais atividades econômicas são a caça à foca, a pesca e a produção de artesanato de peles de animais. A vila depende completamente dos suprimentos enviados duas vezes por ano por via aérea, uma vez que as condições do mar gelado ao redor da ilha fazem qualquer abastecimento por mar impraticável durante a maior parte do ano.